# عبد الرحمن الموسى
عبد الرحمن الموسى، لاعب كرة قدم كويتي سابق، من مواليد 4 ديسمبر 1981، طول 176 ووزنه 69، أحد لاعبي نادي النصر الكويتي.
كانت بداية عبد الرحمن الموسى مع نادي الكويت في عام 1999، ولكن كان نادي الكويت يعاني في تلك الفترة، ولم يساعد عبد الرحمن الموسى على البروز، وبعدها انتقل إلى نادي خيطان، وبعد انتقاله لم يرد عبد الرحمن الموسى تكلمه مشواره مع النادي، وظل ويلعب في الدورات الرمضانيه، حتى رآه ناصر بنيان لاعب نادي القادسية الكويتي السابق، فأقنعه بالانضمام إلى نادي القادسية الكويتي، وبالفعل إنضم إلى نادي القادسية الكويتي، وفي أول موسم له مع الفريق، ساعد النادي على الفوز في الثلاثية التاريخية، وهي بطولات كأس ولي العهد وكأس الأمير والدوري الكويتي.
و في موسم 2004/2005 أحرز مع النادي بطولة الدوري الكويتي وبطولة كأس ولي العهد، وفي موسم 2005/2006 فاز مع النادي في ثلاثية أخرى، ففاز في بطولة كأس الخليج للأندية وكأس الخرافي وكأس ولي العهد.
في يوم 11 سبتمبر 2008 قال عبد الرحمن الموسى بأنه سيعتزل كرة القدم بسبب ظروف دراسية وظروف أخرى، وقال بأن الجهاز الفني للقادسية تجاهله خلال بطولة كأس الخليج للأندية 2008/2009، حيث لم يشترك إلا في مباراة واحدة وهي مباراتهم الأخيرة مع نادي النهضة العماني ولم يشترك في مركزه مما أضطره لطلب التبديل، وقال الموسى بأن تلقى عرضا جادا من أحد الأندية المحلية ولكن مجلس إدارة القادسية ماطل في العرض مما أدى إلى إغلاق الموضوع من قبل النادي الآخر ، وفي يوم 17 سبتمبر 2008 أعلن نادي القادسية عن تراجع عبد الرحمن الموسى عن اعتزاله بعد اجتماعه مع الشيخ طلال الفهد الصباح، حيث شرح الموسى مشكلته إلى الشيخ طلال، حيث تجاهلت إدارة الفريق العروض الاحترافية المحلية المقدمة له، وقال الشيخ طلال الفهد بأن نادي القادسية يحرص على لاعبيه وأن الموسى صغير على عمر الاعتزال، وقد وعد الموسى الشيخ طلال بأن يعود إلى التمارين بعد عودة القادسية من طوكيو في مباراتهم أمام نادي أوراوا ريد دايموندز الياباني في ربع نهائي دوري أبطال آسيا 2008.
في يوم 5 نوفمبر 2008 طلب نادي النصر الكويتي التعاقد معه لمدة موسمين على سبيل الإعارة بمبلغ وقدرة عشرين ألف دينار ، وحتى يوم 9 نوفمبر 2008 لم يرد نادي القادسية على خطاب نادي النصر ، وقد وافق نادي القادسية مبدئيا على مبادلته مع أحد لاعبي تحت 19 سنة في نادي النصر، ولكن والد اللاعب رافض انتقاله حيث يفضل انتقاله إلى أحد الدول الخليجية مثل قطر أو الإمارات ، ورفض نادي القادسية الانتقال وطالب بأن يكون لمدة موسم واحد، وفي 9 ديسمبر 2008 طلب نادي التضامن الكويتي ضم اللاعب بمبلغ 12 ألف دينار لمدة ستة أشهر بعد أن طلب مدرب نادي التضامن ماهر الشمري لاعبا يتمتع بالخبرة في وسط الملعب كبديل لعبد العزيز عشوان وعبد الرزاق عشوان ومحمد سالم المصابين.

## إنجازاته مع الفريق
- كأس الأمير (مرتين) : 2003/2004 و 2006/2007
- الدوري الكويتي (مرتين) : 2003/2004 و 2004/2005
- كأس ولي العهد (ثلاثة مرات) : 2003/2004 و 2004/2005 و 2005/2006
- كأس الخرافي (مرة واحدة) : 2005/2006
- كأس الاتحاد الكويتي (مرة واحدة) : 2007/2008
- كأس الخليج للأندية (مرة واحدة) : 2005/2006
- ثالث كأس سمو أمير البلاد مع النصر الكويتي : 2008/2009

## روابط خارجية
- عبد الرحمن الموسى على موقع ناشيونال فوتبول تيمز (الإنجليزية)